# Andrea Giani
Andrea Giani (Nápoles, 22 de abril de 1970) é um técnico e ex-jogador de voleibol da Itália. Conseguiu notabilidade ao conquistar três campeonatos mundiais com a seleção italiana.

## Carreira
O pai de Giani, Dario, foi um remador que participou das olimpíadas de 1964 pela Itália. Depois de treinar com o pai, agora um técnico de remo, Andrea tentou por um breve período fazer carreira como jogador de futebol, em 1985 com 14 anos Giani começou sua carreira de jogador de vôlei em um time local da Sabaudia, no sul de Latium, onde ele residia. Logo notícias sobre as suas qualidades espalharam-se e atrairam a atenção dos dois principais clubes de vôlei da Itália no período: Panini Modena e Santal Parma (mais tarde Maxicono Parma).
Giani foi escolhido para jogar no último, inicialmente com a equipe sub-19, tendo Gian Paolo Montali como treinador. A primeira final de Giani pela equipe principal do Parma foi em 1987. O Parma foi derrotado, assim como nas temporadas seguintes. Giani ganhou em 1990 o seu primeiro título, conquistando mais quatro seguidamente. Nesse meio tempo, em 1988, Giani jogou contra a Finlândia a sua primeira partida com a seleção italiana: Sua carreira com as cores da Azzurra terminou em 2005 após um total de 474 jogos (recorde), tornando-se um dos mais renomados jogadores da Itália e do mundo por sua técnica excelente e capacidade de salto. Com a Itália, Giani ganhou três títulos mundiais consecutivos (1990, 1994 e 1998) e quatro campeonatos europeus (1993, 1995, 1999 e 2003). Ele conseguiu três medalhas nos Jogos Olímpicos mas o seu time nunca ganhou a medalha de ouro, mesmo quando a Itália era geralmente considerada a equipe favorita.
Durante a sua carreira, Giani tornou-se conhecido pela sua polivalência: começando como um central, ele transformou-se em um potente atacante e passador. Após deixar a seleção, Giani jogou pelo Cimone Modena até 2008, assumindo o controle da equipe como gerenciador na temporada 2007-2008.
Giani é o quarto maior pontuador da história do Campeonato Italiano masculino com 8.751 pontos.

## Clubes
| Clube  | País   | De        | Até       |
| Parma  | Itália | 1986–1987 | 1995–1996 |
| Modena | Itália | 1996–1997 | 2007–2008 |

| Prêmios                     | Prêmios                                         | Prêmios                     |
| --------------------------- | ----------------------------------------------- | --------------------------- |
| Precedido por Guido Görtzen | Most Valuable Player do Campeonato Europeu 1999 | Sucedido por Ivan Miljković |